# アイディン湖

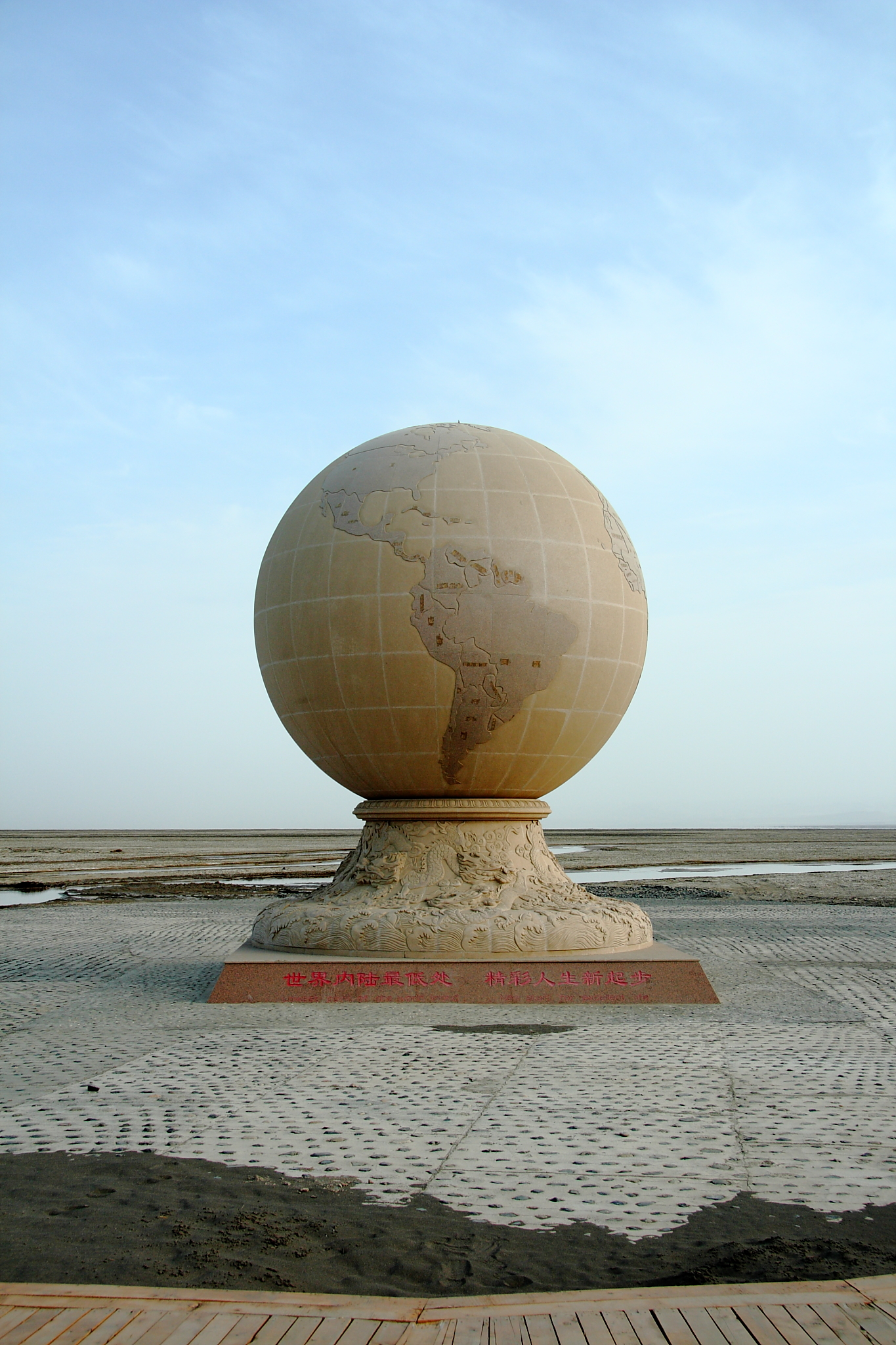
中国の最低標高地点を示す地球儀型のモニュメント

アイディン湖（ウイグル語: ئايدىڭكۆل、中国語: 艾丁湖、英語: Ayding Lake）は、中華人民共和国・新疆ウイグル自治区のトルファン盆地にかつて存在した湖。

## 地理
トルファン盆地の南側奥地にあり、北約35kmの距離にトルファンがある。湖の大きさは東西方向に40kmであり、南北方向に8kmである。かつての湖面積は200km2だった。湖面標高は-154mで中国の最低標高地点であり、-418mの死海（イスラエル/ヨルダン）、-214mのガリラヤ湖（シリア）、-155mのアッサル湖（ジブチ）などに次いで標高が低い自然地形とされている。雪解け水が流れ込んで蒸発するまでの短期間を除き、現在は完全に干上がっており、非常に塩度が強い。

## 歴史
古代には、「覚洛浣」という名称で知られていた。流出する河川がないため塩度が強く、湖の周囲にできた白塩の層が光を反射することから、アイディンという湖の名称はウイグル語で「月光の湖」を意味している。
2億4900万年前、ヒマラヤ山脈の造山運動によって湖が形成され、かつては面積500万km2（現在の新疆ウイグル自治区の面積の約3倍）の内海だった。1948年の冬には、湖の集水域は山からの雪解け水に端を発する真水で満ちており、豊かな水量の地下水も存在した。冬期には耕地に利用する灌漑用水の水量は少なく、水位は高かったが、夏期にはかなりの量の自然蒸発に加えて農業用の灌漑用水が増加し、その結果水位が低下した。一帯における農業の拡大や湖水利用人口の増加などの理由が地球温暖化の影響と相まって、1958年には湖面積が22km2（水深0.8m）まで縮小した。2000年には、わずかに湖水が残る南西の一部を除いて湖は完全に干上がって塩田となった。湖の中央部はシルト層の湿地となり、もはや湖特有の鳥類は存在しない。太陽光が強い時にはしばしば蜃気楼が見られ、湖の傍では眺めの良い観光ツアーが企画されている。2011年7月にはアイディン湖付近の気象局で摂氏50.2度（華氏122.4度）を観測し、非公式ではあるが中国国内における歴代最高気温記録を更新した。